# Ыйгус, Карл Рудольф
Карл Рудольф Ыйгус (эст. Karl Rudolf Õigus; 5 ноября 1998, Тарту) — эстонский футболист, атакующий полузащитник и нападающий клуба «Курессааре». Выступает за национальную сборную Эстонии.

## Биография
Воспитанник футбольного клуба «Сантос» (Тарту). С 2014 года выступал за вторую команду «Сантоса», дебютировал в матчах четвёртой лиги, со временем команда поднялась до второй. В 2015 году сыграл свои первые матчи за основную команду «Сантоса» в первой лиге. Всего за три с половиной сезона провёл более 100 матчей за клуб из Тарту. В сезоне 2017 года забил 20 голов, став четвёртым бомбардиром первой лиги и вторым в своей команде после Алекса Мейнхарда (22).
Летом 2018 года перешёл в таллинскую «Левадию». Дебютный матч в высшей лиге Эстонии сыграл 25 августа 2018 года против «Курессааре», заменив на 85-й минуте Кирилла Нестерова. В первом сезоне сыграл только 5 матчей в высшей лиге, выходя на замену на последних минутах. В 2019 году провёл 6 матчей и стал автором первого гола в высшей лиге — 21 июля 2019 года в ворота «Курессааре». В 2020 году стал играть более часто, принял участие в 22 матчах высшей лиги. Вице-чемпион Эстонии 2018 и 2019 годов, бронзовый призёр чемпионата 2020 года.
Выступал за молодёжную сборную Эстонии. В марте 2021 года, в условиях новой волны пандемии COVID около 20 опытных игроков не смогли поехать на выездные матчи национальной сборной Эстонии и Ыйгус был вызван в состав как один из запасных игроков. Дебютировал в команде 24 марта 2021 года в матче отборочного турнира чемпионата мира против Чехии (2:6), отыграв все 90 минут.